# 沢村嘉一
沢村 嘉一（さわむら かいち、1916年（大正5年）1月1日 - 1981年（昭和56年）1月1日、2月20日）は、日本の経営者。第5代凸版印刷代表取締役社長（1967年9月～1981年2月）。藍綬褒章（1979年）。

## 経歴・人物
滋賀県出身。東京高等工芸学校(現：千葉大学工学部)卒業後、凸版印刷入社。技術部長などをへて、1967年社長就任。
1980年、紙製液体容器の生産工場である福崎工場の起工式に出席した後、工場の完成をみる事なく、65歳で急逝。

社長業以外では、第12期・第13期国語審議会委員などを歴任した。